# Conmutador (dispositivo de red)

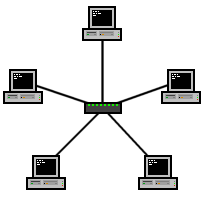
Un conmutador en el centro de una red en estrella.

Conmutador (switch) es el dispositivo digital lógico de interconexión de equipos que opera en la capa de enlace de datos del modelo OSI. Su función es interconectar dos o más host de manera similar a los puentes de red, pasando datos de un segmento a otro de acuerdo con la dirección MAC de destino de las tramas en la red y eliminando la conexión una vez finalizada esta.
Los conmutadores se utilizan cuando se desea conectar múltiples tramos de una red, fusionándolos en una sola red. Al igual que los puentes, dado que funcionan como un filtro en la red y solo retransmiten la información hacia los tramos en los que hay el destinatario de la trama de red, mejoran el rendimiento y la seguridad de las redes de área local (LAN). 

## Introducción al funcionamiento de conmutadores

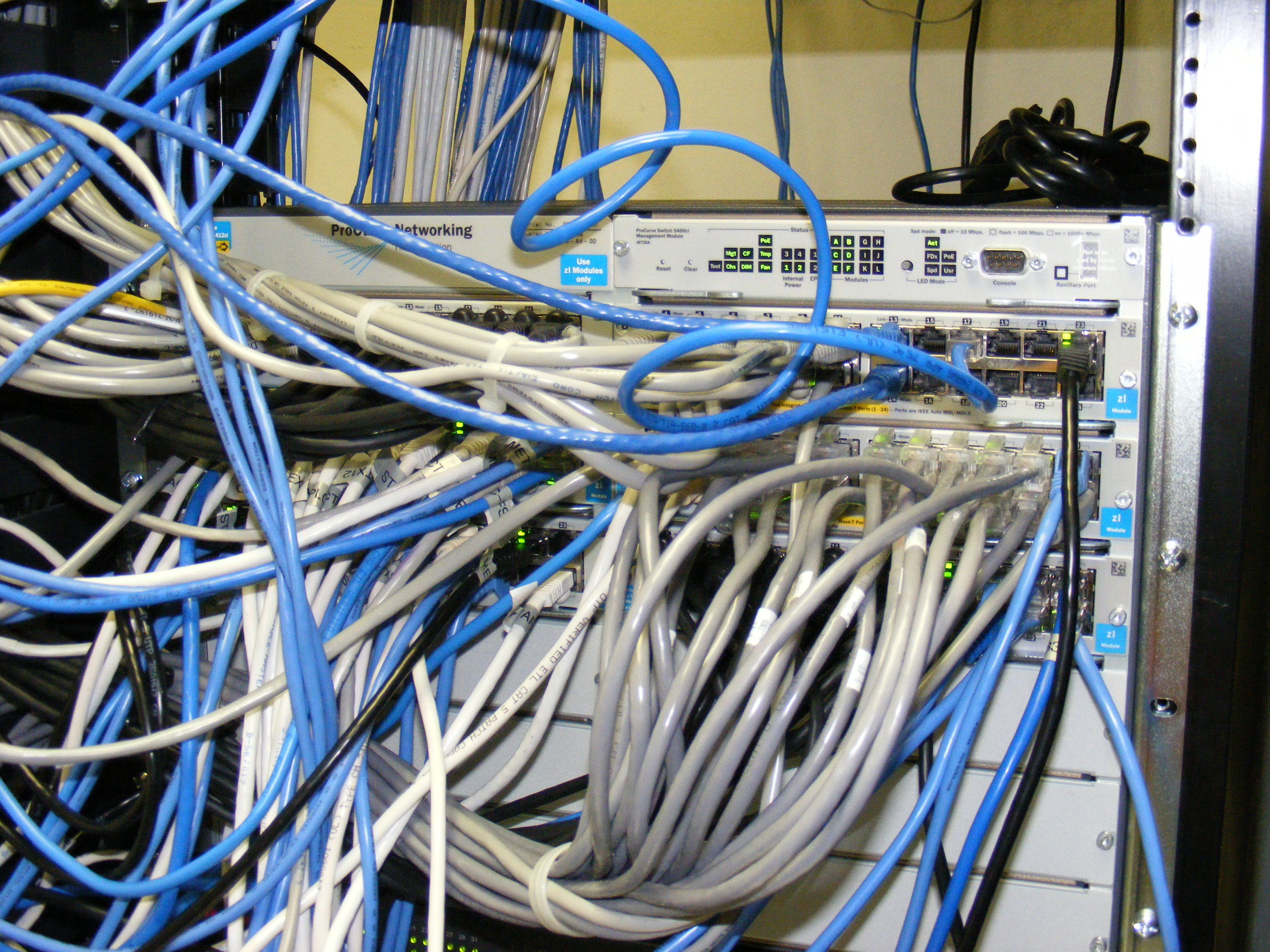
Conexiones en un conmutador Ethernet.

Los conmutadores poseen la capacidad de aprender y almacenar las direcciones de red de la capa 2 (direcciones MAC) de los dispositivos alcanzables a través de cada uno de sus puertos. Por ejemplo, un equipo conectado directamente a un puerto de un conmutador provoca que el conmutador almacene su dirección MAC. Esto permite que, a diferencia de los concentradores, la información dirigida a un dispositivo vaya desde el puerto origen al puerto de destino.

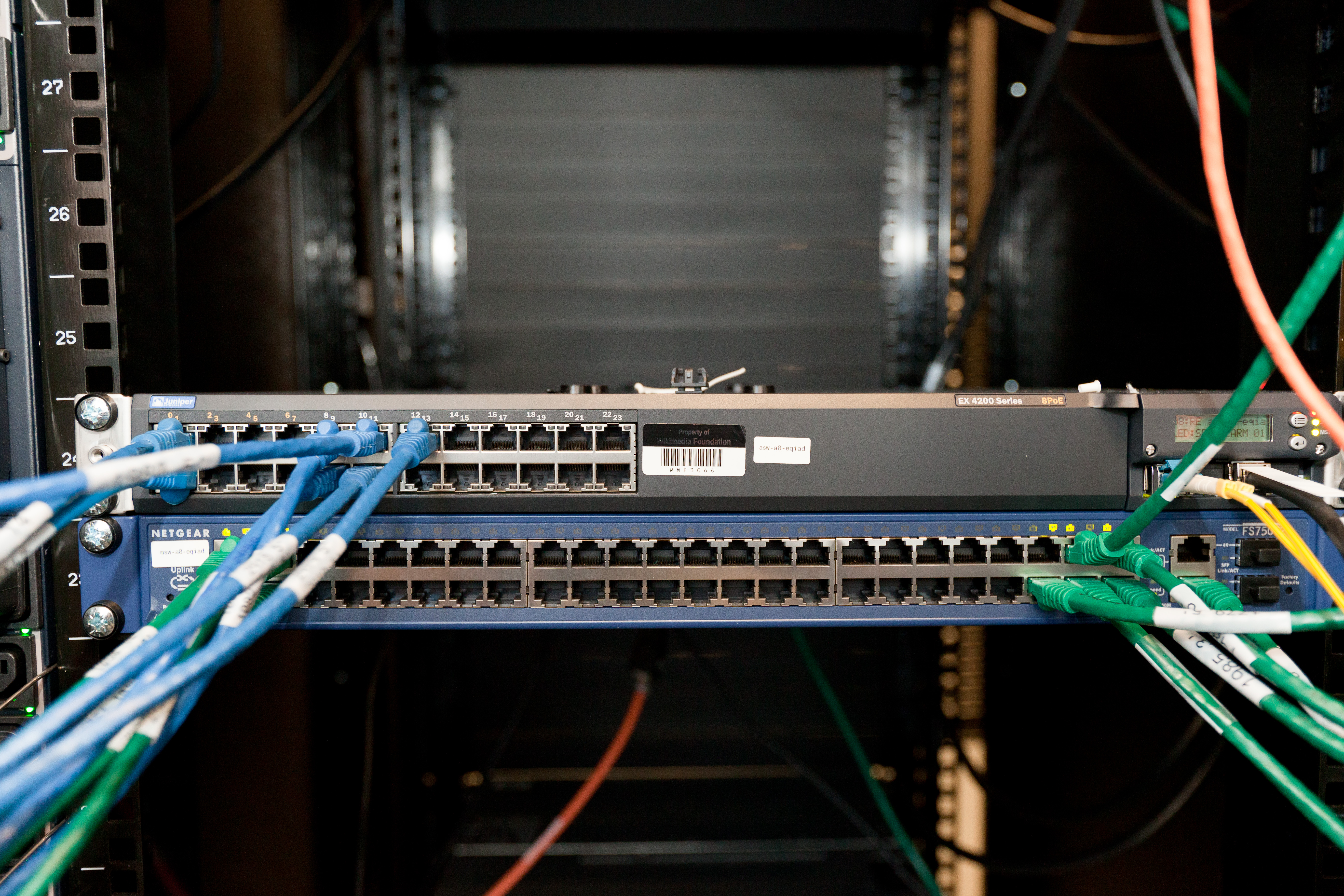
Dos conmutadores de red Juniper (arriba) y Netgear (abajo) de la Fundación Wikimedia en Ashburn (Virginia) en 2012.

En el caso de conectar dos conmutadores o un conmutador y un concentrador, cada conmutador aprenderá las direcciones MAC de los dispositivos accesibles por sus puertos, por lo tanto en el puerto de interconexión se almacenan las MAC de los dispositivos del otro conmutador.

## Bucles de red e inundaciones de tráfico
Uno de los puntos críticos de estos equipos son los bucles, que consisten en habilitar dos caminos diferentes para llegar de un equipo a otro a través de un conjunto de conmutadores. Los bucles se producen porque los conmutadores que detectan que un dispositivo es accesible a través de dos puertos emiten la trama por ambos. Al llegar esta trama al conmutador siguiente, este vuelve a enviar la trama por los puertos que permiten alcanzar el equipo. Este proceso provoca que cada trama se multiplique de forma exponencial, llegando a producir las denominadas inundaciones de la red, provocando en consecuencia el fallo o caída de las comunicaciones.
Afortunadamente, existen protocolos libres para realizar anillos o mallas en capa de enlace, para convertir este problema en una ventaja, dando redundancia a la red. Los protocolos más extendidos son [STP ] y su siguiente evolución [RSTP ]. A muy grandes rasgos: Estos dos protocolos dan una serie de "pesos" a cada conmutador de red e intentan encontrar en camino con menos "peso" entre conmutadores.

## Clasificación

### Atendiendo al método de direccionamiento de las tramas utilizadas

#### Store-and-Forward
Los conmutadores Store-and-Forward guardan cada trama en un búfer antes del intercambio de información hacia el puerto de salida. Mientras la trama está en el búfer, el switch calcula el CRC y mide el tamaño de la misma. Si el CRC falla, o el tamaño es muy pequeño o muy grande (una trama Ethernet tiene entre 64 bytes y 1518 bytes) la trama es descartada. Si todo se encuentra en orden es encaminada hacia el puerto de salida.
Este método asegura operaciones sin error y aumenta la confianza de la red. Pero el tiempo utilizado para guardar y chequear cada trama añade un tiempo de demora importante al procesamiento de las mismas. La demora o delay total es proporcional al tamaño de las tramas: cuanto mayor es la trama, más tiempo toma este proceso.

#### Cut-Through
Los conmutadores cut-through fueron diseñados para reducir esta latencia. Esos switches minimizan el delay leyendo sólo los 6 primeros bytes de datos de la trama, que contiene la dirección de destino MAC, e inmediatamente la encaminan.
El problema de este tipo de switch es que no detecta tramas corruptas causadas por colisiones (conocidos como runts), ni errores de CRC. Cuanto mayor sea el número de colisiones en la red, mayor será el ancho de banda que consume al encaminar tramas corruptas.
Existe un segundo tipo de switch cut-through, los denominados fragment free, fue proyectado para eliminar este problema. El switch siempre lee los primeros 64 bytes de cada trama, asegurando que tenga por lo menos el tamaño mínimo, y evitando el encaminamiento de runts por la red.

#### Adaptive Cut-Through
Son los conmutadores que procesan tramas en el modo adaptativo y son compatibles tanto con store-and-forward como con cut-through. Cualquiera de los modos puede ser activado por el administrador de la red, o el switch puede ser lo bastante inteligente como para escoger entre los dos métodos, basado en el número de tramas con error que pasan por los puertos.
Cuando el número de tramas corruptas alcanza un cierto nivel, el conmutador puede cambiar del modo cut-through a store-and-forward, volviendo al modo anterior cuando la red se normalice.
Los conmutadores cut-through son más utilizados en pequeños grupos de trabajo y pequeños departamentos. En esas aplicaciones es necesario un buen volumen de trabajo o throughput, ya que los errores potenciales de red quedan en el nivel del segmento, sin impactar la red corporativa.
Los conmutadores store-and-forward son utilizados en redes corporativas, donde es necesario un control de errores.

### Atendiendo a la forma de segmentación de las subredes

#### Conmutadores de capa 2
Son los conmutadores tradicionales, que funcionan como puentes multi-puertos. Su principal finalidad es dividir una LAN en múltiples dominios de colisión, o en los casos de las redes en anillo, segmentar la LAN en diversos anillos. Basan su decisión de envío en la dirección MAC destino que contiene cada trama.
Los conmutadores de la capa 2 posibilitan múltiples transmisiones simultáneas sin interferir en otras sub-redes. Los switches de capa 2 no consiguen, sin embargo, filtrar difusiones o broadcasts, multicasts (en el caso en que más de una sub-red contenga las estaciones pertenecientes al grupo multicast de destino), ni tramas cuyo destino aún no haya sido incluido en la tabla de direccionamiento.

#### Conmutadores de capa 3
Son los conmutadores que, además de las funciones tradicionales de la capa 2, incorporan algunas funciones de enrutamiento o routing, como por ejemplo la determinación del camino basado en informaciones de capa de red (capa 3 del modelo OSI), validación de la integridad del cableado de la capa 3 por checksum y soporte a los protocolos de routing tradicionales (RIP, OSPF, etc.).
Los conmutadores de capa 3 soportan también la definición de redes virtuales (VLAN), y según modelos posibilitan la comunicación entre las diversas VLAN sin la necesidad de utilizar un router externo.
Por permitir la unión de segmentos de diferentes dominios de difusión o broadcast, los switches de capa 3 son particularmente recomendados para la segmentación de redes LAN muy grandes, donde la simple utilización de switches de capa 2 provocaría una pérdida de rendimiento y eficiencia de la ADSL, debido a la cantidad excesiva de broadcasts.
Se puede afirmar que la implementación típica de un switch de capa 3 es más escalable que un enrutador, pues este último utiliza las técnicas de enrutamiento a nivel 3 y enrutamiento a nivel 2 como complementos, mientras que los switches sobreponen la función de enrutamiento encima del encaminamiento, aplicando el primero donde sea necesario.
Dentro de los conmutadores de la capa 3 tenemos:

##### Paquete por paquete
Básicamente, un conmutador paquete por paquete (packet by packet) es un caso especial de un conmutador Store-and-Forward pues, al igual que este, almacena y examina el paquete, calculando el CRC y decodificando la cabecera de la capa de red para definir su ruta a través del protocolo de enrutamiento adoptado.

##### Cut-through
Un conmutador de la capa 3 Cut-Through (no confundir con un conmutador Cut-Through), examina los primeros campos, determina la dirección de destino (a través de la información de los headers o cabeceras de capa 2 y 3) y, a partir de ese instante, establece una conexión punto a punto (a nivel 2) para conseguir una alta tasa de transferencia de paquetes.
Cada fabricante tiene su diseño propio para posibilitar la identificación correcta de los flujos de datos. Como ejemplo, tenemos el "IP Switching" de Ipsilon, el "SecureFast Virtual Networking de Cabletron", el "Fast IP" de 3Com.
Además, un switch Layer 3 Cut-Through, a partir del momento en que la conexión punto a punto es establecida, podrá funcionar en el modo "Store-and-Forward" o "Cut-Through".